# Deco
Anderson Luis de Souza (São Bernardo do Campo, 27 augustus 1977), kortweg Deco is een Portugees-Braziliaanse voormalig voetballer en huidig voetbalbestuurder die doorgaans als middenvelder speelde. Hij is momenteel sportief directeur bij FC Barcelona.
Hij kwam uit voor Corinthians, SL Benfica, FC Porto, FC Barcelona, Chelsea en Fluminense. Van 2003 tot 2010 speelde hij voor het Portugees voetbalelftal.

## Clubcarrière
Deco's carrière als profvoetballer begon in 1995 bij Nacional AC. Na ook een periode bij SC Corinthians, werd hij in 1997 door SL Benfica naar Portugal gehaald. Bij de club uit Lissabon kwam Deco niet aan spelen in de hoofdmacht toe. Via FC Alverca (1997/98) en SC Salgueiros (1998/99) werd hij in 1999 door FC Porto binnengehaald. Daar groeide hij onder trainer José Mourinho uit tot Portugees international.
Deco won in 2003 met FC Porto de UEFA Cup en een jaar later de UEFA Champions League. Nationaal werden de landstitel (1999, 2003, 2004) en de beker (2000, 2003) gewonnen. Deco werd in 2004 gekocht door FC Barcelona. Met de Catalaanse club won hij in zowel 2005 als 2006 de Primera División en in mei 2006 zijn tweede UEFA Champions League, door met FC Barcelona in de finale met 2–1 te winnen van Arsenal. In december 2006 werd Deco op het WK voor clubs verkozen tot beste speler van het toernooi. Hij scoorde daarop in de met 4-0 gewonnen halve finale tegen Club América. In de finale was het Braziliaanse Internacional met 0–1 te sterk.
Op 30 juni 2008 werd bekend dat Deco naar Chelsea ging. Zijn tijd in Londen in de daaropvolgende twee jaar werd niet wat zowel hij als de club ervan hoopten. Mede door herhaaldelijke spierblessures was hij regelmatig niet inzetbaar. In augustus 2010 liet Chelsea hem voor een niet bekendgemaakt bedrag vertrekken naar Fluminense uit zijn geboorteland. Op 1 mei 2013 werd Deco betrapt op dopinggebruik. Hij riskeert hiermee een schorsing van twee jaar. Op 26 augustus 2013 kondigde hij aan te moeten stoppen met voetballen omdat zijn lichaam naar eigen zeggen niet meer meekon.

## Clubstatistieken
| Seizoen | Club           | Land              | Competitie                    | Duels | Doelpunten |
| ------- | -------------- | ----------------- | ----------------------------- | ----- | ---------- |
| 1996    | SC Corinthians | Vlag van Brazilië | Campeonato Brasileiro Série A | 2     | 0          |
| 1997/98 | FC Alverca     | Vlag van Portugal | Primeira Divisão              | 32    | 13         |
| 1998/99 | SC Salgueiros  | Vlag van Portugal | Primeira Divisão              | 9     | 2          |
| 1998/99 | FC Porto       | Vlag van Portugal | Primeira Divisão              | 6     | 0          |
| 1999/00 | FC Porto       | Vlag van Portugal | Primeira Liga                 | 23    | 1          |
| 2000/01 | FC Porto       | Vlag van Portugal | Primeira Liga                 | 31    | 6          |
| 2001/02 | FC Porto       | Vlag van Portugal | Primeira Liga                 | 30    | 13         |
| 2002/03 | FC Porto       | Vlag van Portugal | Primeira Liga                 | 30    | 10         |
| 2003/04 | FC Porto       | Vlag van Portugal | Primeira Liga                 | 28    | 2          |
| 2004/05 | FC Barcelona   | Vlag van Spanje   | Primera División              | 35    | 8          |
| 2005/06 | FC Barcelona   | Vlag van Spanje   | Primera División              | 29    | 3          |
| 2006/07 | FC Barcelona   | Vlag van Spanje   | Primera División              | 31    | 1          |
| 2007/08 | FC Barcelona   | Vlag van Spanje   | Primera División              | 18    | 1          |
| 2008/09 | Chelsea        | Vlag van Engeland | Premier League                | 24    | 3          |
| 2009/10 | Chelsea        | Vlag van Engeland | Premier League                | 19    | 2          |
| 2010    | Fluminense     | Vlag van Brazilië | Campeonato Brasileiro Série A | 16    | 1          |
| 2011    | Fluminense     | Vlag van Brazilië | Campeonato Brasileiro Série A | 18    | 0          |
| 2012    | Fluminense     | Vlag van Brazilië | Campeonato Brasileiro Série A | 17    | 1          |
| 2013    | Fluminense     | Vlag van Brazilië | Campeonato Brasileiro Série A | 15    | 0          |

## Interlandcarrière
Deco debuteerde op 29 maart 2003 tegen Brazilië in het Portugese nationale team. Mede-internationals als Luís Figo en Rui Costa wilden hem in eerste instantie niet bij het nationaal elftal hebben, maar de - Braziliaanse - toenmalige bondscoach Luiz Felipe Scolari trok zich van deze kritiek niets aan. In zijn eerste interland bezorgde hij als invaller Portugal de overwinning met een doeltreffende vrije trap in de slotfase. Deco was tijdens Euro 2004 basisspeler van het Portugees elftal dat de finale haalde, waarin het met 0–1 verloor van Griekenland. Op het WK 2006 speelde Deco vier wedstrijden voor Portugal en scoorde tegen Iran in de tweede groepswedstrijd. In de halve finale werd met 0–1 verloren van Frankrijk. In de 'troostfinale' verloor Deco met Portugal met 3–1 van Duitsland.

##### Toernooien
| Jaar | Elftal   | Toernooi | Wedstrijden | Doelpunten |
| ---- | -------- | -------- | ----------- | ---------- |
| 2004 | Portugal | EK 2004  | 6           | 0          |
| 2006 | Portugal | WK 2006  | 4           | 1          |
| 2008 | Portugal | EK 2008  | 3           | 1          |
| 2010 | Portugal | WK 2010  | 1           | 0          |

## Carrière na het voetbal
In 2014 richtte Deco D20 SPORTS op, een bureau voor spelersmanagement dat zich richt op voetballers. Het bedrijf vertegenwoordigt diverse atleten met een specifieke focus op de Braziliaanse en Portugese markten. In 2023 beëindigde hij zijn werkzaamheden bij D20 SPORTS en werd hij sportief directeur bij FC Barcelona, waar hij eerder ook als parttime scout actief was.

## Erelijst
| Competitie                    |          |                           |          |          |
| Competitie                    | Aantal   | Jaren                     |          |          |
| FC Porto                      | FC Porto | FC Porto                  | FC Porto | FC Porto |
| ----------------------------- | -------- | ------------------------- | -------- | -------- |
| Primeira Divisão/Liga         | 3x       | 1998/99, 2002/03, 2003/04 |          |          |
| Taça de Portugal              | 3x       | 1999/00, 2000/01, 2002/03 |          |          |
| Supertaça Cândido de Oliveira | 2x       | 2001, 2003                |          |          |
| UEFA Champions League         | 1x       | 2003/04                   |          |          |
| UEFA Cup                      | 1x       | 2002/03                   |          |          |
| FC Barcelona                  |          |                           |          |          |
| Primera División              | 2x       | 2004/05, 2005/06          |          |          |
| Supercopa de España           | 2x       | 2005, 2006                |          |          |
| UEFA Champions League         | 1x       | 2005/06                   |          |          |
| Chelsea                       |          |                           |          |          |
| Premier League                | 1x       | 2009/10                   |          |          |
| FA Cup                        | 2x       | 2008/09, 2009/10          |          |          |
| FA Community Shield           | 1x       | 2009                      |          |          |
| Fluminense                    |          |                           |          |          |
| Campeonato Brasileiro Série A | 2x       | 2010, 2012                |          |          |
| Campeonato Carioca            | 1x       | 2012                      |          |          |